# Amapola
"Amapola" is origineel een Spaanstalig liedje uit 1920 gezongen door de in Cádiz geboren componist José María Lacalle García (later Joseph Lacalle). Na de dood van de componist in 1937, werd door Albert Gamse een Engelse tekst bij de muziek geschreven. In de dertiger jaren van de 20ste eeuw werd het een standaard voor het rumba-repertoire, en kwam later in de hitlijsten terecht.